# Бэрри, Тайсон
Та́йсон Бэ́рри (англ. Tyson Barrie; 26 июля 1991, Виктория, Канада) — канадский хоккеист, защитник клуба НХЛ «Калгари Флэймз».
Воспитанник хоккейной школы «Хуан-де-Фука». В чемпионатах НХЛ сыграл 186 матчей (27+77), в турнирах Кубка Стэнли — 3 матча (1+2).
В составе национальной сборной Канады участник чемпионата мира 2015 (10 матчей, 1+5). В составе молодёжной сборной Канады участник чемпионата мира 2011.
1 июля 2019 года был обменян в «Торонто Мэйпл Лифс» вместе с нападающим Александром Керфутом, 6-м раундом Драфта НХЛ 2020 года на нападающего Назема Кадри, Калле Розена и 3-й раунд Драфта НХЛ 2020 года.
10 октября 2020 года подписал однолетний контракт на сумму $ 3, 75 млн с командой «Эдмонтон Ойлерз».
28 февраля 2023 года был обменян вместе с форвардом-проспектом Ридом Шейфером, а также пиками первого и четвертого раундов драфта-2023 в «Нэшвилл Предаторз» на защитника Маттиаса Экхольма.
Достижения
- Чемпион мира (2015)
- Серебряный призёр молодежного чемпионата мира (2011)
- Чемпион ЗХЛ (2009)

Награды
- Трофей Билла Хантера (2010)